# Мравци
Мравци (енгл. Antz) је амерички рачунарски анимирани авантуристички комични филм из 1998. године у режији Ерица Дарнелла и Тима Јохнсона у њиховим редитељским дебијима, а написали су га Паул Веитз, Цхрис Веитз и Тодд Алцотт. У филму се појављују гласови Воодија Аллена, Схарон Стоне, Јеннифер Лопез, Силвестера Сталонеа, Цхристопхер Валкен-а, Дан Аикроид-а, Анне Банцрофт, Данни Гловер-а и Гене Хацкман-а.